# Harry Frantz
Harry Warner Frantz (Cerro Gordo, 5 novembre 1891 – Ithaca, 26 aprile 1982) è stato un giornalista statunitense.
Frequentò la Stanford University e servì durante la prima guerra mondiale prima con la Croce Rossa Americana e poi con l'esercito, con il grado di Capitano. Fu corrispondente della United Press International da Washington e dall'America Latina per 48 anni, dal 1917 al 1965. Nel 1923, fu direttore pubblicitario del Parco nazionale di Yellowstone, dando il nome alla Grand Loop Road.
Dal 1941 al 1944, fu direttore dell'ufficio stampa dell'Ufficio per gli Affari Inter-Americani presso il Dipartimento di Stato. Dal 1944 al 1945, fu l'addetto all'informazione del vicesegretario di Stato per le Repubbliche americane.

## Premi
- Premio Maria Moors Cabot: 1957[4]